# Epicauta laevicornis
Epicauta laevicornis es una especie de coleóptero de la familia Meloidae.

## Distribución geográfica
Habita en Jalisco (México).